# Kamer (visserij)

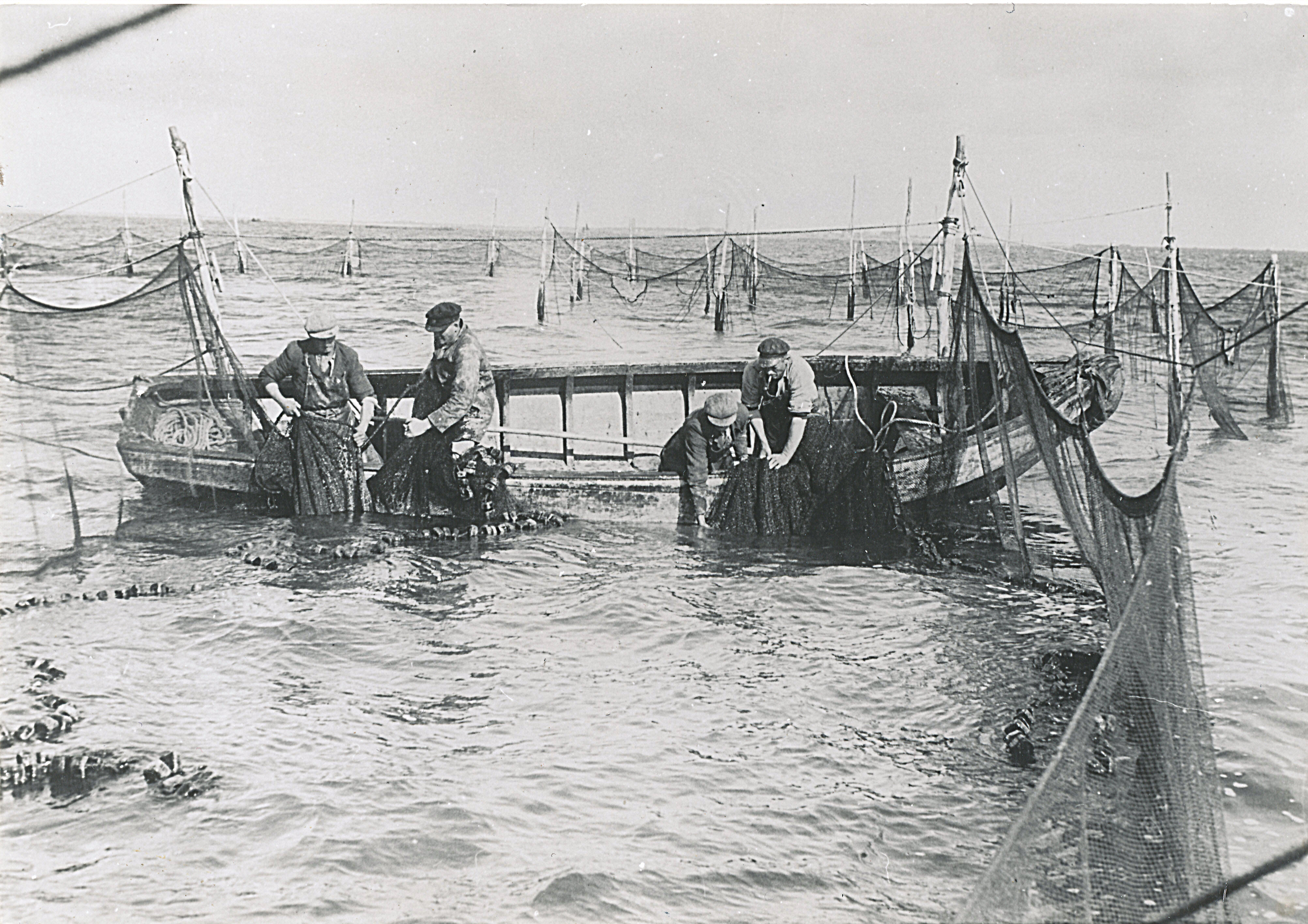
Vissers halen de vis uit het vanghok van hun ansjoviskamer.

Een kamer in de Zuiderzeevisserij bestond uit drie onderdelen: een komvormige ruimte omsloten door netten, een lang schutwant en een vanghok. Vanwege de vorm werd hij ook wel kom genoemd.

## Van fuik naar kamer
Vissers die in de Zuiderzee met fuiken op haring visten ervoeren dat de vangst gunstiger was als toegangsruimte naar de fuik groter werd gemaakt. Omstreeks 1925 werd in het Nieuwediep met kamers op geep gevist en dat ruime systeem werd overgenomen door haringvissers. Na het voltooien van de Afsluitdijk nam ten noorden daarvan het gebruik van kamers toe, zowel voor haring als ansjovis.
Omdat sommige vissers zelf experimenteerden met de nieuwe vismethode ontstonden er plaatselijk kleine verschillen in de constructie en de werkwijze. Hier wordt de meest voorkomende methode ten noorden van de Afsluitdijk beschreven.   

## De constructie

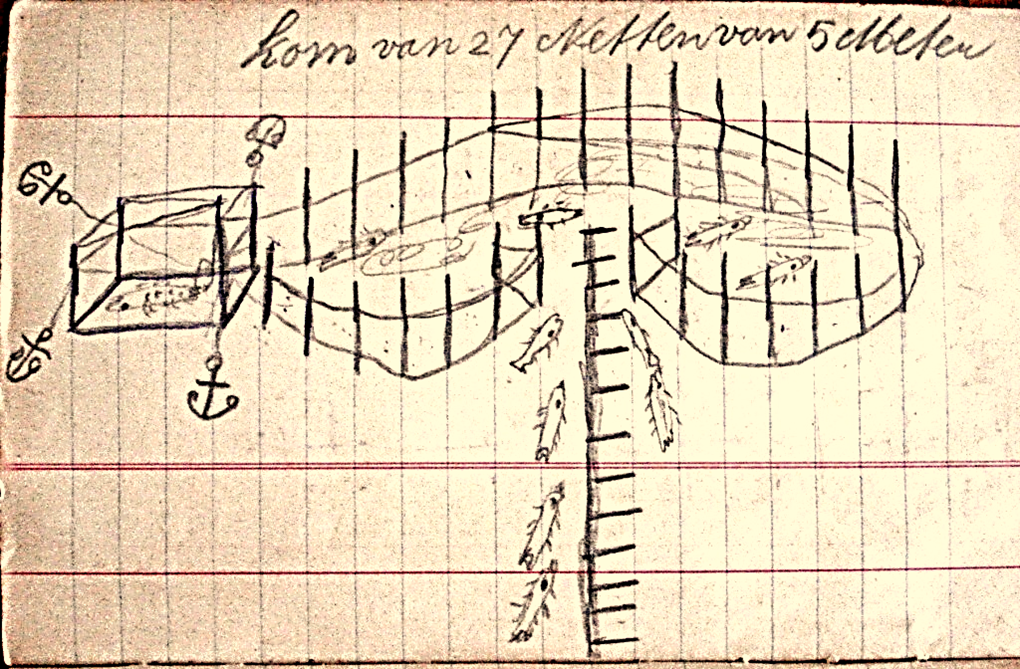
Vissers kopieerden de kamermethode van elkaar. (Uit vissersboekje K.Palma te Roptazijl)

De eigenlijke kamer was een vrij grote ronde of ovale ruimte in zee, omsloten door aan palen vastgemaakte lange lappen net, met vrij grote mazen. De vis werd langs een behoorlijk lang schutwant (100-200 meter) naar de smalle opening van de kamer geleid. Aan de kamer was een vanghok van netten geconstrueerd met een netten bodem. De vissen die eenmaal de kamer waren binnengezwommen verlieten hem niet meer.

## De kamer leegmaken
Bij laag water voer men met een boot de kamer binnen en legde langs de binnenkant een zegen met kleine mazen, kurk aan de bovenkant, lood aan de onderkant. Door de zegen vanuit de boot samen te trekken naar het vanghok werden de vissen daarin verzameld, waarna ze in de boot werden gehaald. 

## Het gebruik
Nadat de haring ook uit de Waddenzee was verdwenen werd daar de kamervisserij tot 1960 alleen nog gebruikt voor de ansjovisvangst. De ansjovis zwom niet onder de wal en daarom stonden de kamers een paar kilometer uit de kust op de rand van een zandplaat.
Tegenwoordig is visserij met kom en kamer (naast ankerkuil en staande kuil) vooral gericht op spiering en sprot. Het NIOZ heeft een kamersysteem bij Texel opnieuw opgebouwd en gedocumenteerd. Het is gebruikt voor het tellen van vissoorten.